# Győr, Moson és Pozsony k.e.e. vármegye

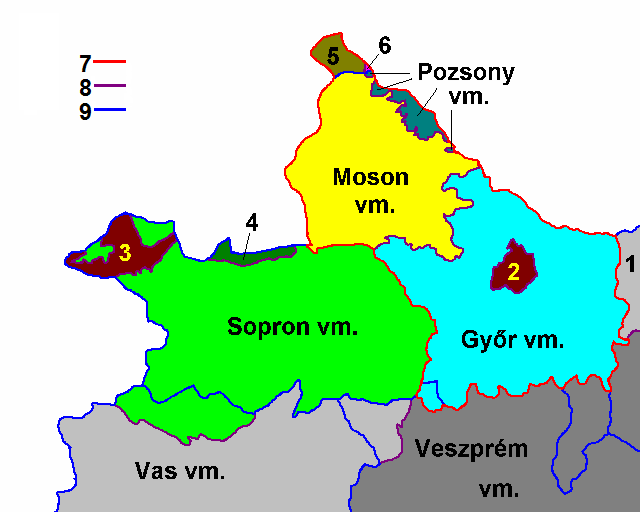
1 Komárom vm., 2 Győr, 3 Sopron, 4 Mosontól Sopronhoz 1921-ben (1928-ban), 5 Mosonból Csehszlovákiához 1947-ben, 6 az egykori Pozsonyból Csehszlovákiához 1947-ben, 7 Győr, Moson és Pozsony k.e.e. vm. 1923-1945, 8 megszűnt 1914-es megyehatár, 9 mai megyehatár

Győr, Moson és Pozsony közigazgatásilag egyelőre egyesített (k.e.e.) vármegye az 1923. évi XXXV. tc. rendelkezései alapján jött létre Moson vármegye és Pozsony vármegye Magyarországon maradt területrészeinek, továbbá a szinte teljes egészében Magyarországon maradt Győr vármegyének az összevonásával, székhelye Győr volt.
Kezdetben öt járás tartozott hozzá. A Pusztai járás (székhelye Győrszentmárton), a Sokoróaljai járás (Tét) és a Tószigetcsilizközi járás (Győr) Győr vármegyéből, a Magyaróvári járás (székhelye 1939-ig Magyaróvár, azután Mosonmagyaróvár) és a Rajkai járás (Rajka) pedig Moson vármegyéhez tartozott megelőzően. A Rajkai járás azonban 1932-ben megszűnt, beolvadt a Magyaróvári járásba, ettől kezdve tehát a megye négy járásra oszlott. Az egyesített vármegye területén mindvégig két város volt. Győr, a megyeszékhely törvényhatósági jogú város volt, így nem tartozott a megyéhez. A vármegyéhez tartozó egyetlen város Magyaróvár volt, melynek neve 1939-től Mosonnal való egyesítése folytán Mosonmagyaróvárra változott. Rangja 1929-ig rendezett tanácsú város volt, majd e jogállás elnevezésének megváltozása miatt megyei város.
Az egykori Moson vármegye Magyarországon maradt területének egy kis része 1921-től speciális helyzetben volt. Ez a terület, mely az Ausztriához került Pomogy és Valla községek egyes külterületi részeiből állt, Sopron vármegye és az országhatár közé került Moson megye többi részétől elszakítva. E terület közigazgatásilag már 1921-től, majd törvényesen 1928-tól Sopron vármegye része lett. (A térképen: 4.)
Amikor 1938-ban az első bécsi döntés nyomán más területek mellett az egykori Pozsony vármegye jelentős része is újra magyar fennhatóság alá került, a vármegye elnevezése és területe nem változott, viszont Pozsony vármegye visszatért területeiből a csallóközi rész Komárom vármegye, a Kis-Dunától északra fekvő darab pedig az ekkor létrehozott Nyitra és Pozsony k.e.e. vármegye része lett.
Győr, Moson és Pozsony k.e.e. vármegye megszűnésére 1945-ben a második világháború végén megkötött fegyverszünet nyomán került sor, amikor véglegesen egyesítették Győr-Moson vármegye néven. Területéből az 1947-es Párizsi békeszerződés következtében Csehszlovákiához került az ún. pozsonyi hídfő három községe (a térképen 5 és 6), majd a megye az 1950-es megyerendezés során Győr-Sopron megye része lett, melynek neve 1990 óta Győr-Moson-Sopron megye.